# モアメド・ムカシェル
モアメド・ムカシェル（Mohamed Mkacher、1975年5月25日 - ）は、チュニジアの元サッカー選手。元チュニジア代表。ポジションはディフェンダー。

## 来歴
1996年夏にU-23チュニジア代表としてアトランタオリンピックに出場、グループステージ・アルゼンチン戦ではチームにとって大会唯一の得点を決めた。
同年11月にA代表デビュー。アフリカネイションズカップ1998、2002 FIFAワールドカップにも出場した。2004年までに22試合に出場した。

## 代表歴

### 出場大会
- チュニジア代表
  - 2002 FIFAワールドカップ

### 試合数
- 国際Aマッチ 22試合 0得点（1996年-2004年）[1]

| チュニジア代表 | 国際Aマッチ | 国際Aマッチ |
| 年             | 出場        | 得点        |
| -------------- | ----------- | ----------- |
| 1996           | 1           | 0           |
| 1997           | 6           | 0           |
| 1998           | 3           | 0           |
| 1999           | 2           | 0           |
| 2000           | 4           | 0           |
| 2001           | 0           | 0           |
| 2002           | 4           | 0           |
| 2003           | 1           | 0           |
| 2004           | 1           | 0           |
| 通算           | 22          | 0           |